# فابریتسیو ویداله
فابریتسیو ویداله (انگلیسی: Fabrizio Vidale؛ زادهٔ ۲ فوریهٔ ۱۹۷۰) بازیگر، صداپیشه و مجری رادیو اهل ایتالیا است. وی از سال ۱۹۷۵ میلادی تاکنون مشغول فعالیت بوده‌است.
از فیلم‌هایی که وی در آن نقش داشته‌است می‌توان به من زامبی، تو زامبی، او زامبی، اولترا و زنان دامن‌پوش اشاره کرد.